# アムジャド・アリー・シャー
アムジャド・アリー・シャー（ヒンディー語：अमजद अली शाह, ウルドゥー語：امجد علی شاہ, Amjad Ali Shah, 1801年1月30日以前 - 1847年2月13日）は、北インド、アワド藩王国の君主（在位：1842年 - 1847年）。

## 生涯
1842年5月7日、父であるアワド藩王ムハンマド・アリー・シャー死亡したことにより、アムジャド・アリー・シャーが藩王位を継承した。
1847年2月13日、アムジャド・アリー・シャーは癌で死亡し、息子のワージド・アリー・シャーが藩王位を継承した。